# Juan Luque de Serrallonga
Juan Luque de Serrallonga (Gerona, 31 maggio 1882 – Città del Messico, 18 luglio 1967) è stato un allenatore di calcio e calciatore spagnolo, con passaporto messicano, di ruolo portiere.

## Carriera

### Nazionale
Ha guidato la nazionale messicana ai Mondiali 1930.

## Palmarès

### Allenatore

#### Competizioni nazionali
- Campionato messicano: 1

Veracruz: 1949-1950